# Craniophora olivacea
Craniophora olivacea là một loài bướm đêm trong họ Noctuidae.